# Amaurobius erberi
Amaurobius erberi es una especie de araña del género Amaurobius, familia Amaurobiidae. Fue descrita científicamente por Keyserling en 1863.
El macho mide 5-8 mm de longitud y la hembra 8-11 mm.  Se distribuye por Francia, Australia, España, Hungría, Croacia, Austria, Grecia, Italia, Eslovenia, Portugal, Bélgica, Suecia, Albania, Alemania, Argelia, Rusia, Turquía y Ucrania. La especie se mantiene activa durante todos los meses del año.